# Lluís Roca-Sastre i Muncunill
Lluís Roca-Sastre i Muncunill (Sort, 8 de gener de 1930 - Barcelona, 14 de juliol de 2000), notari i estudiós del dret.

## Biografia
Fill del també notari Ramon Maria Roca i Sastre, es llicencià en dret a la Universitat de Barcelona en 1952. El 1958 va aprovar les oposicions de notari i fou destinat a Belchite. El 1959 fou destinat a Bellpuig, després a Cervera, en 1967 a Vic i en 1968 a Barcelona, on va exercir amb el seu pare en un despatx a l'edifici de La Pedrera.
Fou membre del Consell Consultiu de la Generalitat de Catalunya (1981-1987), degà del Col·legi de Notaris de Catalunya (1981-1983), vocal del Tribunal Arbitral de Censos de Barcelona, membre de la Junta Electoral de Barcelona i vocal (1985-2000) i vicepresident de l'Acadèmia de Jurisprudència i Legislació de Catalunya. Estigué vinculat a la Fundació Noguera i fundà i presidí la Fundació Ramon Maria Roca-Sastre.
Va compaginar l'exercici de la seva professió de notari amb l'estudi de la ciència jurídica, principalment en l'especialitat de dret privat. Fou autor de nombroses obres jurídiques, entre les quals destaquen les seves indagacions jurídiques sobre el dret de successions (coautor de Comentaris al Codi de Successions de Catalunya, 1994) i l'actualització del tractat sobre dret hipotecari escrit pel seu pare. A aquest mateix dedicà el 1999 una completa biografia: Ramon Maria Roca i Sastre: Jurista en la vida i en l'obra. La Generalitat de Catalunya li atorgà la Creu de Sant Jordi l'any 2000.
El seu germà Josep Roca-Sastre (1928-1997) va ser pintor d'anomenada.